# Trichactia
Trichactia är ett släkte av tvåvingar. Trichactia ingår i familjen parasitflugor.
Kladogram enligt Catalogue of Life och Dyntaxa:
| Trichactia | \| \| Trichactia nubilinervis \| \| \| \| \| \| Trichactia pictiventris \| \| \| \| |
|            | \| \| Trichactia nubilinervis \| \| \| \| \| \| Trichactia pictiventris \| \| \| \| |
|            | Trichactia nubilinervis                                                             |
|            |                                                                                     |
|            | Trichactia pictiventris                                                             |
|            |                                                                                     |

Trichactia meridiana Ziegler & Gilasian, 2018